# Кунья, Андрес
Андрес Исмаэль Кунья Сока (исп. Andres Ismael Cunha Soca; род. 8 сентября 1976, Монтевидео) — уругвайский футбольный арбитр. Арбитр ФИФА, судит международные матчи с 2011 года.
В 2014 судил матч уругвайского дерби между «Насьоналем» (Монтевидео) и «Пеньяролем».

## Матчи Кубка Америки
| Дата         | Место            | Сборные              | Счёт | Турнир             | Предупреждён | Yellow card · Yellow-red card | Red card |
| ------------ | ---------------- | -------------------- | ---- | ------------------ | ------------ | ----------------------------- | -------- |
| 14 июня 2015 | Ранкагуа, Чили   | Колумбия — Венесуэла | 0:1  | Кубок Америки 2015 | 7            | 0                             | 0        |
| 19 июня 2015 | Сантьяго, Чили   | Чили — Боливия       | 5:0  | Кубок Америки 2015 | 3            | 0                             | 0        |
| 27 июня 2015 | Консепсьон, Чили | Бразилия — Парагвай  | 1:1  | Кубок Америки 2015 | 5            | 0                             | 0        |
| 12 июня 2016 | Фоксборо, США    | Бразилия — Перу      | 0:1  | Кубок Америки 2016 | 3            | 0                             | 0        |

## Другие матчи
| Дата            | Место              | Сборные              | Счёт | Турнир                  | Предупреждён | Yellow card · Yellow-red card | Red card |
| --------------- | ------------------ | -------------------- | ---- | ----------------------- | ------------ | ----------------------------- | -------- |
| 13 октября 2015 | Асунсьон, Парагвай | Парагвай — Аргентина | 0:0  | Квалификация на ЧМ 2018 | 3            | 0                             | 0        |
| 10 ноября 2016  | Матурин, Венесуэла | Венесуэла — Боливия  | 5:0  | Квалификация на ЧМ 2018 | 2            | 0                             | 0        |

## Чемпионат в России
| Дата         | Место                | Сборные             | Счёт | Турнир                         | Предупреждён | Yellow card · Yellow-red card | Red card |
| ------------ | -------------------- | ------------------- | ---- | ------------------------------ | ------------ | ----------------------------- | -------- |
| 16 июня 2018 | Казань Арена, Казань | Франция — Австралия | 2:1  | Чемпионат мира по футболу 2018 | 4            | 0                             | 0        |
| 20 июня 2018 | Казань Арена, Казань | Иран — Испания      | 0:1  | Чемпионат мира по футболу 2018 | 2            | 0                             | 0        |